# تل الأغر
تل الأغر قرية في ناحية قرى مركز المخرم التابعة لمنطقة المخرّم في محافظة حمص في سورية. بلغ عدد سكان القرية 717 نسمة حسب تعداد عام 2004.
تعتبر قرية تل الأغر نقطة وصل بين القرى المحيطة 
يحدها شمالا قرية  أم التين  وجنوبا قرية الحمودية وشرقا  الجنينات  وغربا الشوكتلية كما تعتبر القرية الأكثر ارتفاعا عن سطح البحر بين القرى المحيطة .
من عائلات القرية الجمال والياسين والأبير والمصري ويونس وعيود وطه والفوعاني وبصل .